# Livre blanc de Sarnen
Le Livre blanc de Sarnen est un document datant de 1470 environ contenant des manuscrits sur les premiers confédérés suisses. Il est rédigé par Hans Schriber (1436 - 1478), chancelier d'Obwald.
Le livre est appelé ainsi car il était relié en peau de porc, ce qui lui donnait une couleur blanche. Outre des copies de privilèges, ainsi que des pactes du tribunal arbitral de la Landsgemeinde d'Obwald depuis 1316, on y trouve les premières traces écrites sur les mythes fondateurs de la Suisse tels que la légende de Guillaume Tell, la révolte des cantons primitifs (la destruction des châteaux de Zwing-Uri, Schwanau, Landenberg et Rotzberg), et le premier serment d'alliance sur le Grütli.
Aegidius Tschudi s'inspire du livre blanc de Sarnen pour son ouvrage Chronicon Helveticum écrit entre 1568 et 1572. Il y dépeint le récit des dernières années de règne de Albert Ier et ajoute des dates, celles-ci étant choisies de manière arbitraires. Cet ouvrage a inspiré Friedrich von Schiller pour l'écriture du drame de Guillaume Tell, ainsi que Jean de Muller pour l'Histoire de la Confédération suisse .
Le manuscrit est conservé aux Archives cantonales de Sarnen, canton d'Obwald. Il peut être consulté en ligne .